# Lyssomanes pescadero
Lyssomanes pescadero är en spindelart som beskrevs av Jimenez, Tejas 1993. Lyssomanes pescadero ingår i släktet Lyssomanes och familjen hoppspindlar. Inga underarter finns listade i Catalogue of Life.